# 254
Het jaar 254 is het 54e jaar in de 3e eeuw volgens de christelijke jaartelling.

## Gebeurtenissen

### Italië
- In Rome worden Publius Licinius Valerianus Augustus en zijn zoon Publius Licinius Egnatius Gallienus, door de Senaat gekozen tot consul van het Imperium Romanum.
- Het Romeinse Rijk wordt bedreigd door de Alemannen, Franken en Marcomannen in Germania. Door de Goten aan de Donaugrens (limes) en door de Perzen in het Oosten.
- Paus Stefanus I (254 - 257) volgt Lucius I op als de drieëntwintigste paus van Rome. Cyprianus verzet zich tegen de "ketterdoop" die door hem wordt ingevoerd.

### Europa
- Gallienus voert een veldtocht tegen de Germaanse stammen die de Rijn oversteken. De Franken vallen Gallië binnen en dringen door tot aan de stad Tarraco (Hispania).
- De Goten, Quaden en Sarmaten vestigen zich in Dacië. Keizer Valerianus I trekt het Romeinse leger (6 legioenen) terug achter de Donau en versterkt de fortificaties.

## Overleden
- 5 maart - Lucius I, paus van de Katholieke Kerk
- Origenes (69), theoloog en kerkhistoricus